# Choňkovce
Choňkovce je naseljeno mjesto u okrugu Sobrance u Košickom kraju u Slovačkoj.

## Stanovništvo
| Godina:     | 1993. | 2003.   | 2013.   | 2023.    |
| ----------- | ----- | ------- | ------- | -------- |
| Broj ljudi: | 617   | 619     | 560     | 497      |
| Razlika:    |       | +0,32 % | -9,53 % | -11,25 % |

| Godina:     | 2022. | 2023.   |
| ----------- | ----- | ------- |
| Broj ljudi: | 494   | 497     |
| Razlika:    |       | +0,60 % |

Prema podatcima o broju stanovnika iz 2023. godine naselje je imalo 497 stanovnika.

## Vanjske poveznice
|  | Zajednički poslužitelj ima još gradiva o temi Choňkovce |

- Službena stranica naselja (sl.)